# Opere del Domenichino
Segue un elenco esaustivo ma comunque incompleto delle opere del pittore Domenichino (1581-1641).

## Dipinti
| Foto | Titolo                                                                                           | Anno            | Supporto                | Dimensioni     | Collocazione                                              | Città              | Note |
| ---- | ------------------------------------------------------------------------------------------------ | --------------- | ----------------------- | -------------- | --------------------------------------------------------- | ------------------ | --- |
|      | Visione di san Girolamo                                                                          | 1602 circa      | olio su tela            | 51,1×39,8      | National Gallery                                          | Londra             | Già in collezione Aldobrandini |
|      | Liberazione di san Pietro                                                                        | 1602 circa      | olio su tela            |                | Basilica di San Pietro in Vincoli                         | Roma               | |
|      | Sacrificio d'Isacco                                                                              | 1602            | olio su rame            | 32,5×44,3 cm   | Kimbell Art Museum                                        | Fort Worth         | Già in collezione Aldobrandini |
|      | Allegoria della Notte                                                                            | 1602-1605       | olio su tela            | 128×155 cm     | Musée Condé                                               | Chantilly          | Opera di Annibale Carracci e Innocenzo Tacconi: del Domenichino sono le figure dei due bambini personificazioni del Sonno e della Morte; già in collezione Farnese                                                                                             |
|      | Paesaggio boscoso con scena di caccia                                                            | 1603 circa      |                         |                | Pinacoteca Nazionale                                      | Bologna            | |
|      | Paesaggio con fiume e barche                                                                     | 1603 circa      |                         |                | Pinacoteca Nazionale                                      | Bologna            | |
|      | Paesaggio con guado                                                                              | 1603 circa      | olio su tela            | 47×59,5 cm     | Galleria Doria Pamphilij                                  | Roma               | |
|      | Paesaggio col battesimo di Cristo                                                                | 1603 circa      | olio su tela            | 122×171,5 cm   | Kunsthaus                                                 | Zurigo             | Già in collezione Aldobrandini, attribuito assieme alla collaborazione di Giovanni Battista Viola |
|      | Ritratto di giovane                                                                              | 1603            | olio su tela            | 69×56 cm       | Pinacoteca                                                | Darmstadt          | |
|      | Pietà                                                                                            | 1603            | olio su rame            | 53×37,5 cm     | Metropolitan Museum                                       | New York           | Già Harbrough, Lincolnshire (Inghilterra), collezione Earl of Yarborough; acquistato nel 2008 dal Metropolitan Museum |
|      | Cristo alla colonna                                                                              | 1603 circa      | olio su tela            | 201×105,1 cm   | Collezione privata                                        |                    | |
|      | Ritratto di monsignor Giovan Battista Agucchi                                                    | 1603-1604       | olio su tela            | 60,3×46,3 cm   | City Art Gallery                                          | York               | Recentemente assegnato ad Annibale Carracci |
|      | Paesaggio con un bambino che rovescia il vino                                                    | 1604-1605 circa | olio su tela            | 57,5×68,5 cm   | Louvre                                                    | Parigi             | Probabilmente già in collezione Aldobrandini |
|      | Ritratto del cardinale Girolamo Agucchi                                                          | 1604-1605       | olio su tela            | 141×111 cm     | Uffizi                                                    | Firenze            | |
|      | Fuga in Egitto                                                                                   | 1605 circa      | olio su rame            | 26×35 cm       | Allen Memorial Museum                                     | Oberlin            | |
|      | Ritorno dall'Egitto                                                                              | 1605 circa      | olio su tela            | 36×48 cm       | Museo Francisque Mandet                                   | Riom               | |
|      | Sacra Famiglia con San Giovannino                                                                | 1605            |                         |                | Collezione Cerruti                                        | Rivoli             | |
|      | Madonna col Bambino e san Giovannino                                                             | 1605            | olio su tela            | 38×47 cm       | Louvre                                                    | Parigi             | |
|      | Ritratto del cardinale Girolamo Agucchi                                                          | 1605            |                         |                | Basilica di San Pietro in Vincoli                         | Roma               | |
|      | Paesaggio con eremita                                                                            | 1605-1606 circa | olio su tavola          | 30×37 cm       | Louvre                                                    | Parigi             | |
|      | Lapidazione di santo Stefano                                                                     | 1605-1607       | olio su rame            | 55×40 cm       | Musée Condé                                               | Chantilly          | |
|      | Martirio di san Sebastiano                                                                       | 1605-1610       | olio su tela            | 141×95 cm      | Palazzo Durazzo-Pallavicini                               | Genova             | |
|      | Martirio di san Sebastiano                                                                       | 1605-1610       | olio su tela            | 138,5×94,5 cm  | Gemäldegalerie Alte Meister                               | Dresda             | |
|      | Sant'Agnese                                                                                      | 1606            | olio su tela            | 147×101 cm     | Galleria nazionale d'arte antica di Palazzo Barberini     | Roma               | Già in collezione Chigi |
|      | San Gerolamo                                                                                     | 1606-1608       | olio su rame            | 49,3×37,5 cm   | Collezione privata                                        | -                  | |
|      | Rapimento di san Paolo                                                                           | 1606-1608       | olio su rame            | 50×38 cm       | Museo del Louvre                                          | Parigi             | Gia in collezione di Giovanni Battista Agucchi; l'opera era un pendant del San Girolamo precedente e di un San Francesco non rintracciato |
|      | Adorazione dei pastori                                                                           | 1607            | olio su rame            | 143×115 cm     | National Gallery of Scotland                              | Edimburgo          | Copia da Annibale Carracci |
|      | Arco di Trionfo                                                                                  | 1607-1610       | olio su tela            | 70×60 cm       | Museo del Prado                                           | Madrid             | |
|      | Andata al Calvario                                                                               | 1610 circa      | olio su rame            | 53,7×67,6 cm   | Paul Getty Museum                                         | Los Angeles        | |
|      | Paesaggio con san Giorgio e il drago                                                             | 1610 circa      | olio su tavola          | 52,7×61,8 cm   | National Gallery                                          | Londra             | |
|      | Paesaggio con San Gerolamo                                                                       | 1610 circa      | olio su tavola          | 44×59,8 cm     | Kelvingrove Art Gallery and Museum                        | Glasgow            | |
|      | Paesaggio con Tobia e l'angelo                                                                   | 1610-1613 circa | olio su rame            | 45,1×33,9 cm   | National Gallery                                          | Londra             | |
|      | Paesaggio con Mosè e il roveto ardente                                                           | 1610-1616       | olio su rame            |                | Metropolitan Museum                                       | New York           | |
|      | Ritratto del cardinale Lanfranco Margotti                                                        | 1611            |                         |                | Basilica di San Pietro in Vincoli                         | Roma               | |
|      | Comunione di san Girolamo                                                                        | 1614            | olio su tela            | 419×256 cm     | Pinacoteca Vaticana                                       | Città del Vaticano | |
|      | Alessandro e Timoclea                                                                            | 1615 circa      | olio su tela ovale      | 113×115,3 cm   | Louvre                                                    | Parigi             | Già in collezione Peretti |
|      | Paesaggio con Silvia e il satiro                                                                 | 1615 circa      | olio su tela            | 38,5×51,5 cm   | Pinacoteca Nazionale                                      | Bologna            | |
|      | Angelo custode                                                                                   | 1615            | olio su tela            | 249×210 cm     | Museo nazionale di Capodimonte                            | Napoli             | |
|      | Ritratto di Paolo Spada                                                                          | 1615-1618       | olio su tela            | 82,7×64 cm     | Galleria Spada                                            | Roma               | Attribuito; già in collezione Spada |
|      | Sibilla Cumana                                                                                   | 1617 circa      | olio su tela            | 123×94 cm      | Galleria Borghese                                         | Roma               | Destinata in origine alla collezione Aldobrandini, finì poi in collezione Borghese |
|      | Sibilla Cumana                                                                                   | 1617 circa      | olio su tela            | 138×103 cm     | Musei capitolini                                          | Roma               | Già in collezione Pio di Savoia; una replica ritenuta il prototipo di questa romana è a Brechin in collezione privata, già in collezione Ratta a Bologna |
|      | Ritratto del cardinale Jean de Bonsy                                                             | 1616            | olio su tela            | 150×112 cm     | Museo Fabre                                               | Montpellier        | |
|      | Caccia di Diana                                                                                  | 1616-1617       | olio su tela            | 225×320 cm     | Galleria Borghese                                         | Roma               | Destinata in origine alla collezione Aldobrandini, finì poi in collezione Borghese |
|      | Santa Cecilia e un angelo                                                                        | 1617-1618       | olio su tela            | 160×120 cm     | Louvre                                                    | Parigi             | Già in collezione Ludovisi |
|      | Madonna del Rosario                                                                              | 1617-1621       |                         |                | Pinacoteca Nazionale                                      | Bologna            | |
|      | Madonna della Rosa                                                                               | 1618-1619       | olio su                 | 111×76,4 cm    | Museo Nazionale                                           | Poznań             | Già in collezione Nolfi |
|      | Martirio di san Pietro Martire                                                                   | 1618-1620 circa | olio su tela            | 345×236 cm     | Pinacoteca Nazionale                                      | Bologna            | |
|      | Apparizione della Madonna di Loreto a san Giovanni Battista, san Paternanio e sant’Antonio Abate | 1618--1620      | olio su tela            | 267,3×196,2 cm | North Carolina Museum of Art                              | Raleigh            | |
|      | Martirio di sant'Agnese                                                                          | 1619-1625       | olio su tela            | 533×342 cm     | Pinacoteca Nazionale                                      | Bologna            | |
|      | Sant'Agnese e l'angelo                                                                           | 1620 circa      | olio su tela            | 212,7×152,4 cm | Collezioni reali                                          | Hampton Court      | |
|      | Ritratto di Virginio Cesarini                                                                    | 1620 circa      | olio su tela            | 64×50 cm       | Uffizi                                                    | Firenze            | |
|      | Santa Maria Maddalena in gloria                                                                  | 1620 circa      | olio su tela            | 129 ×110 cm    | Ermitage                                                  | San Pietroburgo    | |
|      | David con la testa di Golia                                                                      | 1620 circa      |                         |                | Pinacoteca comunale                                       | Fano               | Attribuito |
|      | Re David suona l'arpa                                                                            | 1620 circa      | olio su tela            | 240×170 cm     | Reggia                                                    | Versailles         | Già in collezione del cardinale Giulio Mazzarino |
|      | Rinaldo e Armida                                                                                 | 1620 circa      | olio su tela            | 121×167 cm     | Louvre                                                    | Parigi             | Già in collezioni Gonzaga |
|      | Paesaggio con la fuga in Egitto                                                                  | 1620-1623 circa | olio su tela            | 164×213 cm     | Louvre                                                    | Parigi             | Già in collezione Ludovisi, poi in collezione del cardinale Giulio Mazzarino |
|      | Cristo deriso                                                                                    | 1620-1629       | olio su tavola          | 57,5×68 cm     | Palazzo del Quirinale                                     | Roma               | Del dipinto sono note altre repliche autografe, tra cui una al Museo di Princeton e un'altra (olio su tela, 60×75 cm) in collezione privata a Monte Carlo |
|      | San Giovanni Evangelista                                                                         | 1620-1629 circa | olio su tela            | 259×199,4 cm   | National Gallery                                          | Londra             | Originariamente nella collezione di Vincenzo Giustiniani. Poi già Glyndebourne, Inghilterra, collezione Christie, ora Gran Bretagna, collezione privata ma in prestito alla National Gallery di Londra (venduto a Londra, presso Christie's, 8 dicembre 2009). |
|      | Madonna col Bambino e san Francesco d'Assisi                                                     | 1620-1629       | olio su rame            | 43×36 cm       | Louvre                                                    | Parigi             | Già in collezione Barberini |
|      | Conversione di san Paolo                                                                         | 1620-1629       | olio su rame            | 37×30 cm       | Palazzo Durazzo-Pallavicini                               | Genova             | |
|      | San Giovanni Evangelista                                                                         | 1620-1629       |                         |                | Bob Jones University                                      | Greenville         | |
|      | Sansone beve dalla mascella d'asino                                                              | 1620-1629       | olio su tela            | 226×147 cm     | Museo di palazzo Mans                                     | Lucca              | |
|      | Paesaggio con Ercole e Caco                                                                      | 1621-1622 circa | olio su tela            | 121×150 cm     | Louvre                                                    | Parigi             | Già in collezione Ludovisi |
|      | Paesaggio con Ercole e Acheloo                                                                   | 1621-1622 circa | olio su tela            | 121×149 cm     | Louvre                                                    | Parigi             | Già in collezione Ludovisi |
|      | Ritratto di papa Gregorio XV con il nipote cardinale Ludovico Ludovisi                           | 1621-1622       | olio su tela            | 223×150 cm     | Museo des Beaux-Arts                                      | Béziers            | Già in collezione Ludovisi, poi in collezione Borghese |
|      | Peccato originale                                                                                | 1621-1623       | olio su tela            | 310×450 cm     | Galleria Pallavicini                                      | Roma               | Già in collezione Ludovisi, poi passato nella collezione Rospigliosi e infine in quella Pallavicini |
|      | Sibilla                                                                                          | 1622 circa      | olio su tela            | 77,4×68,2 cm   | Collezione Wallace                                        | Londra             | |
|      | Visione di sant'Ignazio di Loyola                                                                | 1622 circa      | olio su tela            | 165,5×98 cm    | County Museum of Art                                      | Los Angeles        | Commissionata da Odoardo Farnese per la cappella Farnese della casa Professa dei Gesuiti a Roma, poi sostituita da una sua copia |
|      | Erminia tra i pastori                                                                            | 1622-1625       | olio su tela            | 124×181 cm     | Louvre                                                    | Parigi             | |
|      | Conversione di Paolo                                                                             | 1623            |                         |                | Duomo                                                     | Volterra           | |
|      | Cacciata di Adamo ed Eva dal Paradiso                                                            | 1623-1625       | olio su tela            | 68,6×54,6 cm   | Collezione del duca di Devonshire                         | Chatsworth House   | |
|      | Cacciata di Adamo ed Eva dal Paradiso                                                            | 1623-1625       | olio su rame            | 95×75 cm       | Museo di Grenoble                                         | Grenoble           | |
|      | Presentazione di Maria al Tempio                                                                 | 1623-1627       | olio su tela            | 218×139 cm     | Santuario di Nostra Signora della Misericordia            | Savona             | |
|      | Allegoria dell'Agricoltura, dell'Astronomia e dell'Architettura                                  | 1625 circa      | olio su tela            | 102×154 cm     | Galleria Sabauda                                          | Torino             | |
|      | Santa Maria Maddalena                                                                            | 1625-1627 circa | olio su tela            | 119×94 cm      | Galleria nazionale d'Irlanda                              | Dublino            | Già nel palazzo Roncalli Benedetti di Foligno |
|      | Trionfo dell'Amore                                                                               | 1625-1633       | olio su tavola          | 134×110 cm     | Louvre                                                    | Parigi             | In collaborazione con Daniel Seghers che realizzò la parte floreale |
|      | Cacciata di Adamo ed Eva dal Paradiso                                                            | 1626            | olio su tela            | 121,9×172,1 cm | National Gallery of Art                                   | Washington         | Già in collezione Colonna, poi in quella Barberini |
|      | Madonna col Bambino e i santi Filippo e Giacomo                                                  | 1626-1627       |                         |                | Chiesa di San Lorenzo in Miranda                          | Roma               | |
|      | Sacrificio d'Isacco                                                                              | 1626-1627       | olio su tela            | 147×140 cm     | Museo del Prado                                           | Madrid             | |
|      | Santa Maria Maddalena penitente                                                                  | 1626-1628       | olio su tela            | 88,7×76 cm     | Palazzo Pitti                                             | Firenze            | Dell'opera sono note due copie, in collezione Rotschild e a Versailles |
|      | Madonna col Bambino, san Giovannino, san Petronio e angelo                                       | 1626–1629       | olio su tela            | 430×278 cm     | Galleria nazionale d'arte antica di palazzo Barberini     | Roma               | Già nella chiesa di San Giovanni Evangelista e San Petronio dei Bolognesi di Roma, il dipinto è di proprietà della Pinacoteca di Brera di Milano ed è in sottoconsegna al museo romano.                                                                        |
|      | Madonna della Rosa                                                                               | ante 1627       | olio su tela            | 110,5×83,8 cm  | Collezione del duca di Devonshire                         | Chatsworth House   | Già in collezione Nolfi, poi donata alla chiesa di Santa Maria della Vittoria a Roma, è la replica della tela di Poznan |
|      | Assunzione della Vergine                                                                         | 1629–1630       | olio su rame ottagonale |                | chiesa di Santa Maria in Trastevere                       | Roma               | |
|      | Testa di san Giovanni Battista                                                                   | 1630 circa      | olio su tela            | 49×60 cm       | Museo della Real academia de bellas artes de San Fernando | Madrid             | |
|      | Estasi di san Francesco                                                                          | 1630            | olio su tela            | 241×156 cm     | Chiesa di Santa Maria della Vittoria, cappella Merenda    | Roma               | |
|      | Stimmate di san Francesco                                                                        | 1630            |                         |                | Chiesa di Santa Maria della Concezione                    | Roma               | |
|      | Paesaggio con città fortificata                                                                  | 1632-1637       | olio su tela            | 113,2×197 cm   | National Gallery                                          | Londra             | |
|      | Cristo appare alla Madre                                                                         | 1634-1635       | olio su tela            | 235×163 cm     | Palazzo Durazzo-Pallavicini                               | Genova             | |
|      | Consacrazione di un imperatore romano                                                            | 1634-1635       | olio su tela            | 227×363 cm     | Museo del Prado                                           | Madrid             | |
|      | Cristo deriso                                                                                    | 1635 circa      | olio su rame            | 59×69,7 cm     | University Art Museum                                     | Princeton          | Replica del dipinto al palazzo del Quirinale |
|      | Decollazione di San Gennaro                                                                      | 1640            | olio su rame            |                | Duomo, cappella del Tesoro di San Gennaro                 | Napoli             | |
|      | Infermi visitano la tomba di san Gennaro                                                         | 1640            | olio su rame            |                | Duomo, cappella del Tesoro di San Gennaro                 | Napoli             | |
|      | San Gennaro guarisce un infermo                                                                  | 1640            | olio su rame            |                | Duomo, cappella del Tesoro di San Gennaro                 | Napoli             | |
|      | San Gennaro libera un'ossessa                                                                    | 1640            | olio su rame            |                | Duomo, cappella del Tesoro di San Gennaro                 | Napoli             | |
|      | San Gennaro resuscita un morto                                                                   | 1640            | olio su rame            |                | Duomo, cappella del Tesoro di San Gennaro                 | Napoli             | |

## Affreschi
| Titolo                                       | Anno       | Immagine | Scena | Collocazione                                                                     | Città          | Note |
| -------------------------------------------- | ---------- | -------- | --- | -------------------------------------------------------------------------------- | -------------- | --- |
| Affreschi della Galleria Farnese             | 1600       |          | - Allegorie - Andromeda e Perseo - Diana e Callisto - Donna con l'unicorno - Prigioni - Apollo e Giacinto - Morte d'Adone | Palazzo Farnese                                                                  | Roma           | Affreschi (attribuiti) realizzati sotto la supervisione di Annibale Carracci                                                      |
| Storie della Passione di Cristo              | 1600 circa |          | Deposizione nel Sepolcro | Oratorio di San Colombano                                                        | Bologna        | |
| Madonna con Bambino e Storie di san Girolamo | 1604-1605  |          | - Madonna di Loreto e angeli - Battesimo di san Gerolamo - Tentazione di san Gerolamo - Visione di san Gerolamo | Chiesa di Sant'Onofrio                                                           | Roma           | Affreschi nelle lunette del portico                                                                                               |
| Rachele al pozzo                             | 1608       |          | - | Palazzo Mattei di Giove, camerino di Rachele e Giacobbe                          | Roma           | Realizzato in qualità di collaboratore di Francesco Albani                                                                        |
| Storie di san Nilo                           | 1608-1610  |          | - Bartolomeo il Giovane costruisce l'abbazia - Incontro tra san Nilo e Otto III - Miracolo del raccolto - San Nilo ha la visione del crocifisso - Angelo annunciante - Vergine Maria annunciata - Santi e storie bibliche monocrome                                                                                                | Abbazia di San Nilo, cappella dei Santissimi Fondatori Bartolomeo e Nilo         | Grottaferrata  | |
| Martirio di sant'Andrea                      | 1609       |          | - | Chiesa di San Gregorio al Celio, oratorio di Sant'Andrea                         | Roma           | |
| Storie di Diana                              | 1609       |          | - Diana e Apollo seduti sulle ginocchia di Latona - Diana e Atteone - Diana e Endimione - Diana e Pan - Sacrificio d'Ifigenia - Amorini | Villa Giiustiniani Odescalchi                                                    | Bassano Romano | |
| Storie di santa Cecilia                      | 1612-1615  |          | - Assunzione di santa Cecilia - Santa Cecilia e Valeriano incoronati dall'angelo - Santa Cecilia prima del giudizio - Elemosina di santa Cecilia - Morte di santa Cecilia | Chiesa di San Luigi dei Francesi, cappella Polet                                 | Roma           | |
| Paesaggi                                     | 1616-1618  |          | - | Villa Aldobrandini                                                               | Frascati       | |
| Storie di Apollo                             | 1616-1618  |          | - Apollo e Daphne - Apollo, Nettuno e Lica - Apollo uccide Coronide - Apollo uccide due Ciclopi - Giudizio di Mida - Trasformazione di Ciparisso - Apollo e Marsia | National Gallery                                                                 | Londra         | Affreschi staccati dalla villa Aldobrandini di Frascati                                                                           |
| Storie della Vergine                         | 1618-1619  |          | - Nascita di Maria - Presentazione di Maria al Tempio - Sposalizio della Vergine - Dio Padre, Annunciazione - Visitazione - Madonna col Bambino e angeli - Adorazione dei pastori, - Adorazione dei Magi - Circoncisione - Purificazione - Fuga in Egitto - Pietà - Morte della Vergine - Assunzione - Incoronazione della Vergine | Duomo, cappella Nofli                                                            | Fano           | |
| Paesaggi                                     | 1621-1623  |          | - | Villa Ludovisi, camerino dei Paesaggi                                            | Roma           | |
| Storie di sant'Andrea, evangelisti e virtù   | 1621-1628  |          | - Evangelisti - Storie di sant'Andrea, Virtù e due nudi | Chiesa di Sant'Andrea della Valle, pennacchi e catino absidale                   | Roma           | |
| Carro di Apollo e allegoria del Tempo        | 1622       |          | - | Palazzo Costaguti                                                                | Roma           | In collaborazione con Agostino Tassi che realizzò la prospettiva architettonica                                                   |
|                                              | 1625-1630  |          | Martirio di san Sebastiano | Chiesa di Santa Maria degli Angeli e dei Martiri                                 | Roma           | Si tratta tecnicamente di un olio su muro, realizzato in origine per la basilica di San Pietro, fu poi spostato nell'attuale sede |
| Scene del Vecchio Testamento                 | 1628       |          | - Giuditta con la testa di Oloferne - Danza di Davide - Ester dinnanzi ad Assuero - Salomone e Betsabea | Chiesa di San Silvestro al Quirinale, tondi nei pennacchi della cappella Bandini | Roma           | |
| Virtù                                        | 1628-1630  |          | - Giustizia - Fortezza - Prudenza - Saggezza | Chiesa dei Santi Biagio e Carlo ai Catinari, pennacchi                           | Roma           | |
| Scene su san Francesco                       | 1630       |          | - Stimmate di san Francesco - Madonna col Bambino appaiono a san Francesco | Chiesa di Santa Maria della Vittoria, cappella Merenda                           | Roma           | Affreschi in collaborazione con Antonino Barbalonga                                                                               |
| Storie di san Gennaro                        | 1641       |          | - Vergine che intercede per Napoli - Incontro di San Gennaro con Cristo nella Gloria Celeste - Cristo ordina a san Gennaro di difendere Napoli - Patrocinio dei santi Gennaro, Agrippina e Agnello Abate | Duomo, cappella del Tesoro di San Gennaro                                        | Napoli         | |

## Progetti e disegni architettonici
| Immagine | Opera                                  | anno       | Collocazione                          | Città |
| -------- | -------------------------------------- | ---------- | ------------------------------------- | ----- |
|          | Tomba del cardinale Girolamo Agucchi   | 1605       | Basilica di San Pietro in Vincoli     | Roma  |
|          | Tomba del cardinale Lanfranco Margotti | 1611       | Basilica di San Pietro in Vincoli     | Roma  |
|          | Soffitto ligneo della navata           | 1617       | Basilica di Santa Maria in Trastevere | Roma  |
|          | Portale                                | 1625 circa | Palazzo Lancellotti                   | Roma  |